# Thalhaus

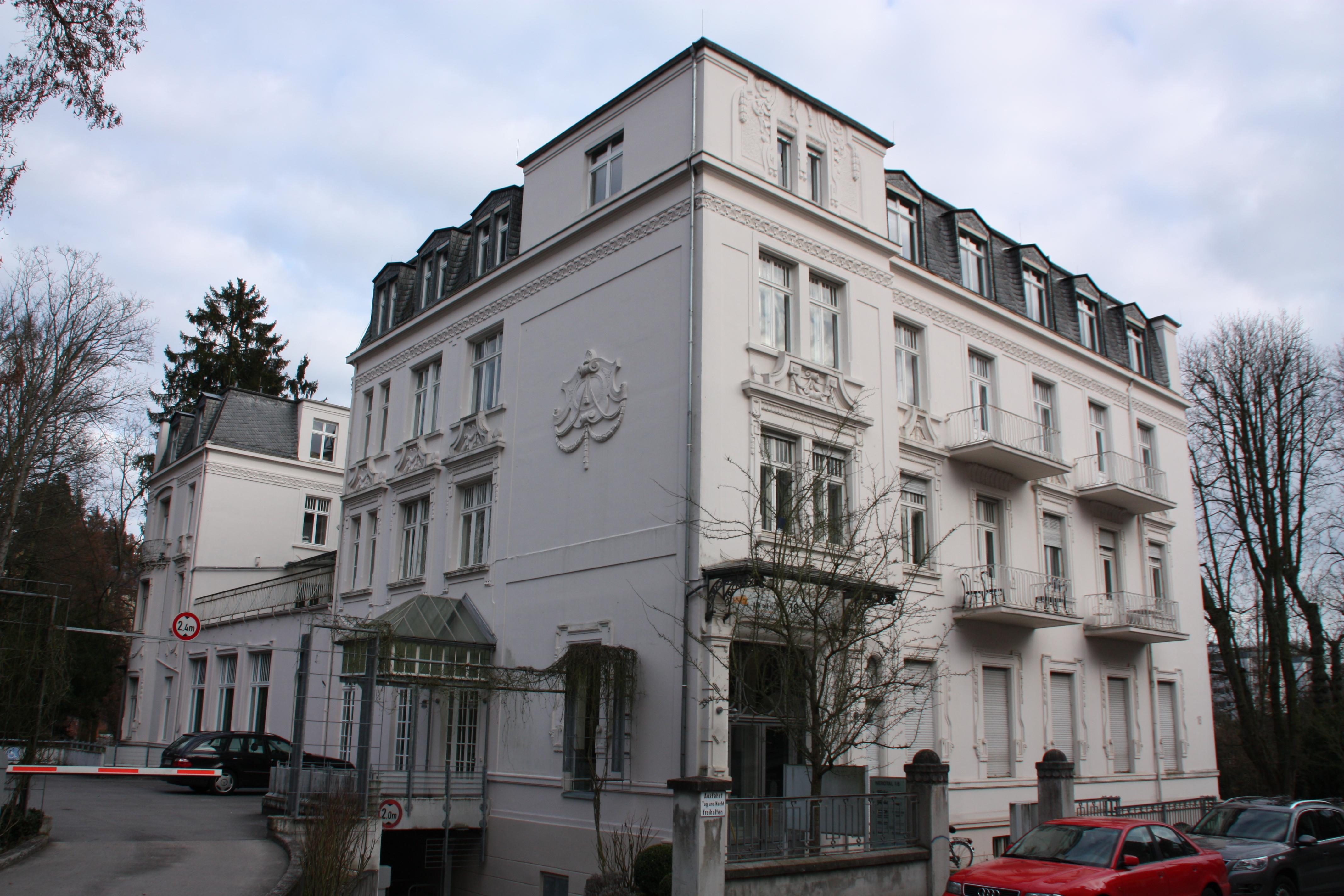
Das Gebäude des Thalhaus in Wiesbaden

Das Thalhaus (Eigenschreibweise thalhaus) in Wiesbaden ist ein Ort für kulturelle Veranstaltungen. Es werden Comedy, Kabarett, Improvisationstheater, Varieté, sowie Konzerte im Programm aufgeführt.
Es ist innerhalb der Jahre zu einer der wichtigen kulturellen Stätten der hessischen Landeshauptstadt geworden und wird vom Hessischen Ministerium für Wissenschaft und Kunst und dem Kulturamt der Stadt Wiesbaden unterstützt.

## Geschichte

Hauptfassade des ehemaligen Kurhauses Bad Nerotal in einem Artikel zur Einweihung des Neubaus, 1907

1838 errichteten die Brüder Löwenherz im Wiesbadener Nerotal eine Tuchwalkmühle. Zum Antrieb der Maschinen wurde das Wasser des Nerobachs genutzt, was zu schweren Konflikten mit den benachbarten Grundstückseigentümern führte, da die für die Textilherstellung benötigten giftigen Farbstoffe das Wasser verunreinigten. Die Brüder verlegten daraufhin 1842 die Fabrik in das nahe gelegene Biebrich.
Samuel Löwenherz erhielt 1851 die Genehmigung, die ehemalige Mühle in eine Kaltwasserheilanstalt umzuwandeln. Die gutgehende Anstalt wurde 1905 durch den Architekten Albert Wolff abgerissen und für den neuen Eigentümer Dr. Josef Schubert durch ein luxuriöses Hotel im Stil des Neobarock ersetzt, welches unter dem Namen Kurhaus Bad Nerotal 1907 neu eröffnete. In den folgenden Jahren besuchten vermögende Patienten aus In- und Ausland das Kurhotel. 1944 wurde das obere Geschoss durch Bomben zerstört, im verbleibenden intakten Gebäude wurde bis 1957 die Klinik fortgeführt.
1992 erwarb die Gemeinnützige Wohnungsgesellschaft der Stadt Wiesbaden das Gebäude. Seit 1997 ist dort das thalhaus Theater untergebracht, Betreiber ist seit 2001 ein gemeinnütziger Verein.